# Richmond Park
 (janvier 2024).
Si vous disposez d'ouvrages ou d'articles de référence ou si vous connaissez des sites web de qualité traitant du thème abordé ici, merci de compléter l'article en donnant les références utiles à sa vérifiabilité et en les liant à la section « Notes et références ».
Cet article concerne un parc. Pour la circonscription électorale, voir Richmond Park (circonscription britannique).
Richmond Park est le plus grand parc de Londres, il est situé dans le district de Richmond upon Thames. C'est l'un des huit parcs royaux de la capitale. Sa superficie est de 9,5 km2. On peut y trouver une multitude d'espèces animales, tel l'écureuil cendré. 
Il y a surtout la présence de près de 650 cerfs et biches en liberté. Ils sont peu farouches, car habitués à l'homme. Leur présence dans le parc remonte à plus de 300 ans. Aussi est-il possible de se retrouver, au détour d'un bosquet, à quelques mètres d'un mâle arborant de superbes bois et ruminant paisiblement. Cependant, durant la période du brame, un affichage informe les promeneurs du danger qu'il y a à les approcher. Seuls les chiens que leurs maîtres promènent sans laisse perturbent leur tranquillité, ainsi que celle des autres espèces du parc.

## Superficie
Richmond Park est le plus grand des parcs royaux de Londres, avec ses 955 hectares, comparables à la superficie du Bois de Vincennes à Paris, et près de 3 fois la surface de Central Park à New York.

## Bâtiments
Le mur de briques qui entoure Richmond Park mesure 13 km de long et 2,7 m de haut. Une grande partie du mur est désignée par Historic England comme un bâtiment classé au grade II.
Au centre du parc se trouve la White Lodge, vaste maison du XVIIIe siècle, résidence favorite de la reine Charlotte, l'épouse de George III. Vers la fin du XIXe siècle, elle devient la maison du duc et de la duchesse de Teck (qui seront en 1910 le roi George V et la reine Mary). C'est ici que leur fils aîné, le futur roi Édouard VIII, naît en 1894. Aujourd'hui, la maison appartient à la Royal Ballet School (école de ballet).
La Pembroke Lodge, à l'ouest du parc, était en 1847 la maison du Premier Ministre de l'époque, Lord John Russell, puis celle où son petit-fils, le philosophe Bertrand Russell passa sa jeunesse. Elle est actuellement un restaurant.

## Sites
Il y a environ 30 étangs dans le parc. Certains, notamment Barn Wood Pond, Bishop's Pond, Gallows Pond, Leg of Mutton Pond, Martin's Pond et White Ash Pond, ont été créés pour assécher les terres ou fournir de l'eau pour le bétail. Le ruisseau Beverley et les deux étangs de Pen sont les zones d’eau les plus visibles du parc.
Les pentes ouvertes et les bois du parc sont basés sur des sols acides des basses terres. La prairie est principalement gérée par pâturage. Le parc contient de nombreux bois et bosquets, certains créés avec les dons du public.
Entre 1819 et 1835, Lord Sidmouth, Ranger adjoint, a établi plusieurs nouvelles plantations et enclos, dont Sidmouth Wood et l'ornementale Isabella Plantation , tous deux clôturés pour empêcher les cerfs d'entrer. Après la Seconde Guerre mondiale, la forêt d’Isabella Plantation a été transformée en jardin forestier et est gérée de manière biologique, ce qui donne une faune et une flore riches. Ouverte au public en 1953, elle constitue désormais une attraction touristique majeure. Elle est surtout connue pour la floraison, en avril et en mai, de ses azalées et camélias à feuilles persistantes, qui ont été plantés à côté de ses étangs et ruisseaux. Il existe également de nombreux arbres et arbustes rares et inhabituels.
La plantation Jubilee, créée pour commémorer le jubilé d'or de la reine Victoria, a été créée en 1887. Le Prince Charles Spinney a été planté en 1951 avec des arbres protégés par des clôtures, afin de préserver un habitat naturel. Victory Plantation a été créée en 1946 pour marquer la fin de la Seconde Guerre Mondiale. Queen Mother's Copse, une petite enceinte triangulaire située sur la colline boisée à mi-chemin entre Robin Hood Gate et Ham Gate, a été créée en 1980 pour fêter le 80e anniversaire de la reine mère.

## Galerie de photos

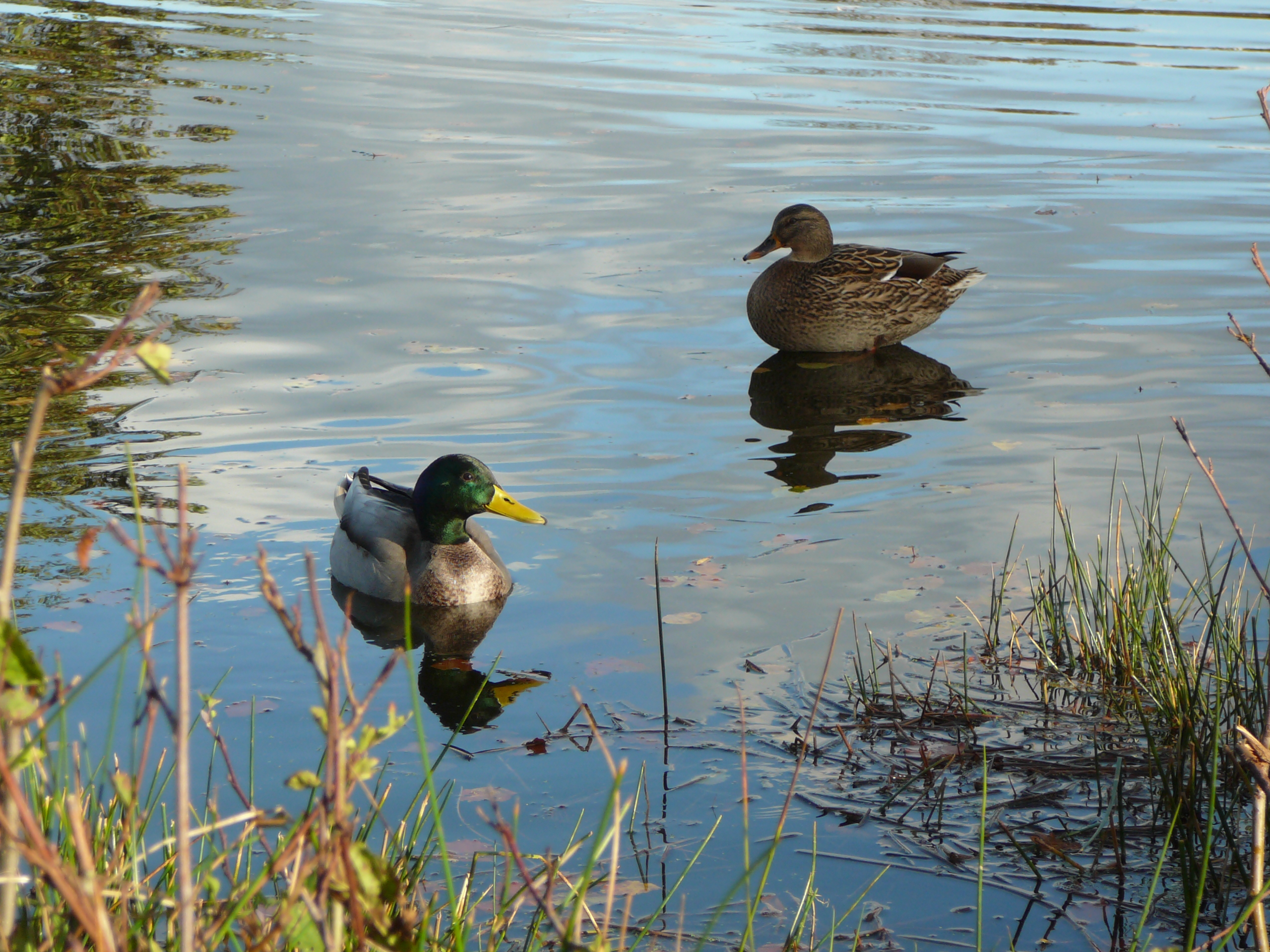
Couple de colverts.
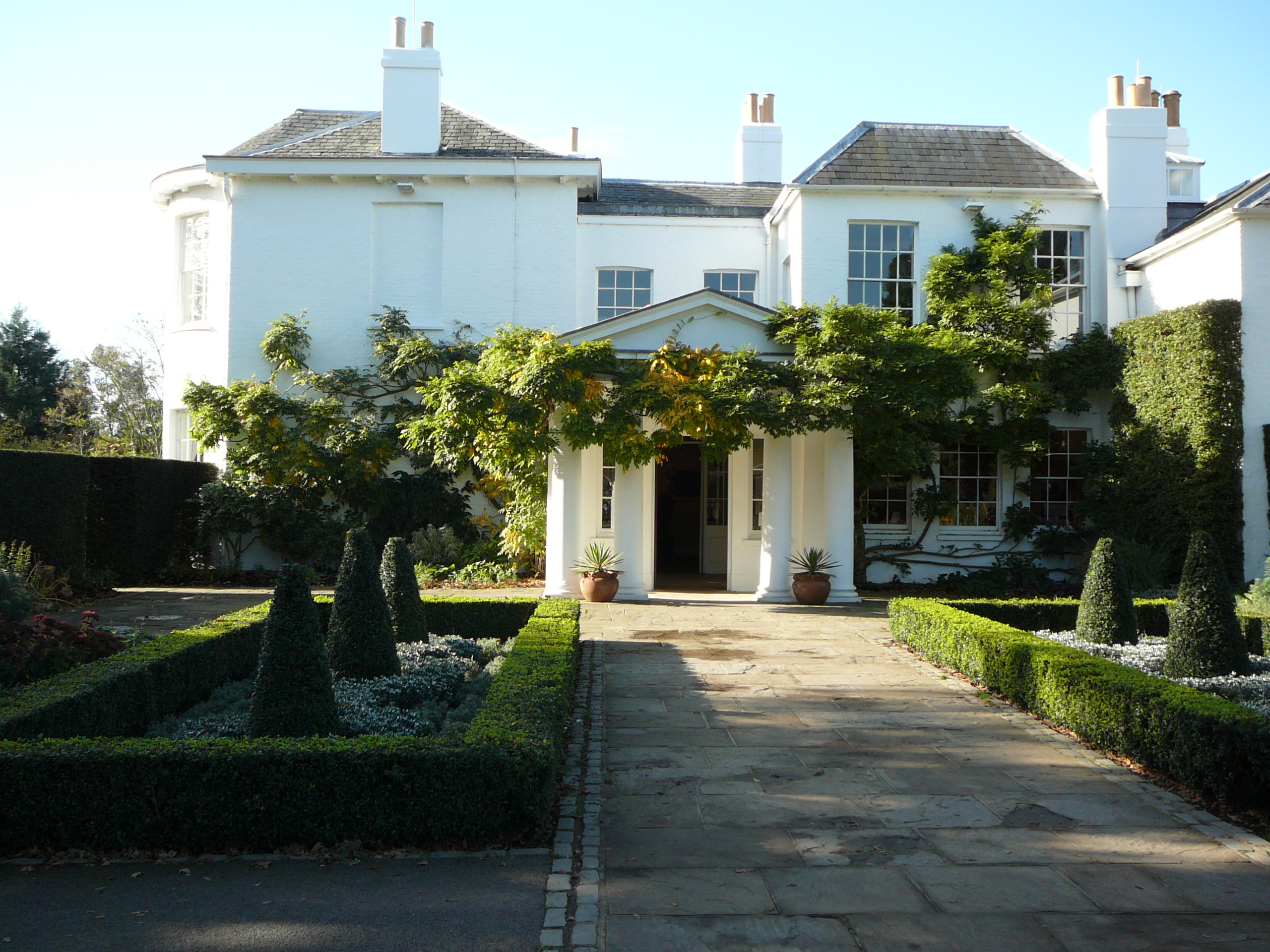
Pembroke Lodge.
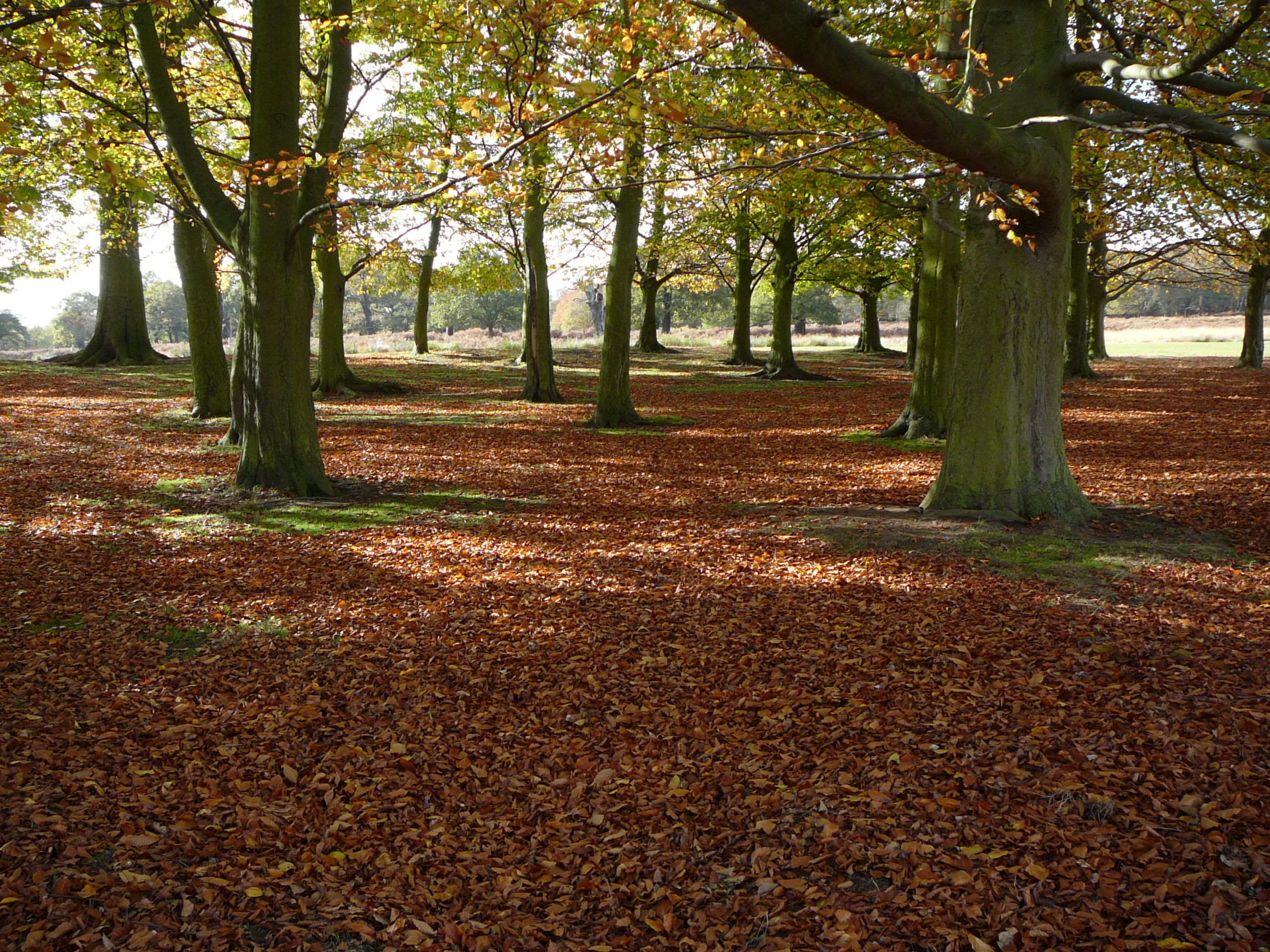
Sous-bois de hêtres, en novembre.
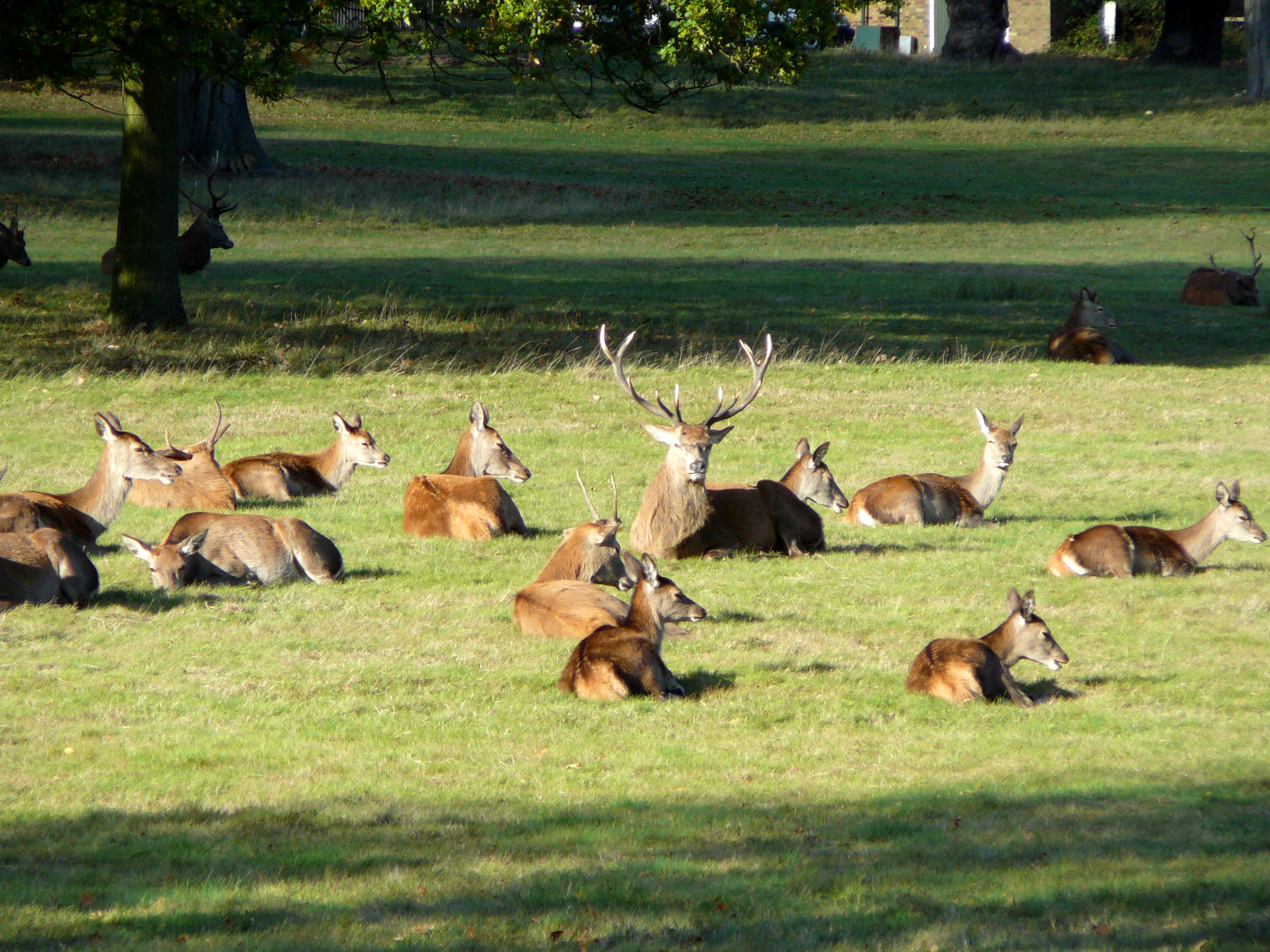
Groupe de cerfs.
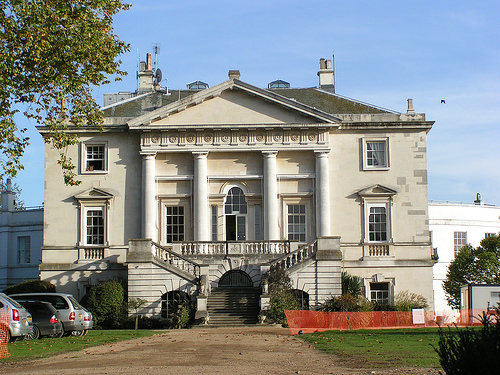
White Lodge.

## Littérature
C'est ici que l'héroïne du Cœur du Midlothian, roman de Walter Scott, rencontre la reine Caroline, l'épouse de George II.

## Culture pop
La pochette de l'album Urban Hymns du groupe anglais The Verve, représentant ses musiciens assis dans l'herbe, fut prise dans le parc.

## Circonscription électorale
Richmond Park est aussi le nom d'une circonscription électorale qui comprend tout le district de Richmond upon Thames sur la rive droite de la Tamise, avec une partie du district royal de Kingston-upon-Thames et tout le parc éponyme. Le député actuel est Sarah Olney du parti libéral-démocrate.

## Accès
Le parc est entièrement clos et actuellement cinq accès permettent de circuler en voiture. Ces accès situés aux portes du parc (Richmond gate, Roehampton gate, Kingston gate, Ham gate et East Sheen gate) sont fermés à la circulation routière entre 16 h 30 et 21 heures selon la saison (l'horaire en cours est affiché à l'entrée du parc). L'accès à pied ou à vélo y est permanent par des sas en fer forgé empêchant les cerfs de sortir. Le parc dispose d'aires de jeux et de parkings gratuits, répartis à l'intérieur du parc. 
Il est possible de faire du poney au niveau de Robin Hood gate (cette porte donnant sur une voie rapide est fermée à la circulation automobile) ou de louer un vélo (à Roehampton gate). Autres portes du parc sont accès seulement aux piétons ou aux cyclistes (Ladderstile gate, Cambrian gate Bog gate et Petersham gate).
Richmond gate et Cambrian gate se trouvent à environ 1 kilomètre de la station de métro Richmond.